# Угон Ту-134 в Финляндию (1977)
Угон ТУ-134 в Финляндию — первый из известных случаев успешного угона советского авиалайнера в Финляндию с целью бегства из СССР.

## Общие сведения
Угонщики — осужденные к принудительным работам и отбывавшие наказание за воровство в Медвежьегорске Карельской АССР на стройке народного хозяйства в передвижной механизированной колонне № 114 треста «Карельсельстрой» двадцатидвухлетний Геннадий Иванович Шелудько и девятнадцатилетний Александр Филиппович Загирняк.
Инициатором и организатором побега из СССР являлся Шелудько Г. И., родившийся 14 февраля 1955 года в Таганроге Ростовской области, русский, образование 10 классов, холостой. Изучив расписание вылетов самолётов из Петрозаводского аэропорта «Бесовец», а также систему и порядок прохождения пассажирами специального контроля в аэропорту, Шелудько и Загирняк в июле 1977 года приобрели у учащихся Медвежьегорского ПТУ муляж гранаты Ф-1 и документы, необходимые для приобретения авиабилетов.
4 июля 1977 года Александр Загирняк, выехав в Петрозаводск, купил на 10 июля по чужим паспортам в кассе предварительной продажи авиабилетов два билета на рейс Ту-134 № 8710 в Ленинград.
10 июля, при регистрации на посадку в аэропорту «Бесовец», угонщики объяснили, что они являются студентами одного из ленинградских вузов, следующими к месту учёбы, где и находятся в настоящее время все их документы. Этих аргументов оказалось достаточно, чтобы угонщики были пропущены на борт самолёта по авиабилетам без документов. И, как выяснилось в дальнейшем, муляж гранаты Ф-1 Геннадий Шелудько спрятал в единственном предмете их багажа — корпусе портативного транзисторного радиоприёмника «Геолог».
Перед подлётом к Ленинграду, угрожая взорвать гранату, Шелудько через бортпроводницу объявил экипажу о захвате воздушного судна и выдвинул требование о немедленном изменении маршрута полёта в Швецию.
Через некоторое время самолёт приземлился в аэропорту Хельсинки Вантаа и был окружён машинами полиции, а также спецавтомобилями пожарной и медицинской помощи. По воспоминаниям очевидцев, угонщики не имели контактов с экипажем, который заперся в кабине сразу после того, как получил требование угонщиков о направлении самолёта в Швецию под угрозой взрыва.
Через несколько часов после посадки в аэропорту Ванта, пассажиры и угонщики увидели, как экипаж Ту-134 покинул самолёт через автономный выход кабины. Одновременно с этим, часть пассажиров тайно проникла в багажное отделение хвостовой части самолёта и открыла грузовой люк. Пять пассажиров решились покинуть борт, прыгнув из грузового люка с высоты более 3 м, при этом один из пассажиров сломал ногу. Вскоре к основной двери борта был подан трап и начались переговоры финских властей с угонщиками.
Угонщики настаивали на вылете в Швецию и финские власти предложили для вылета 5-местный спортивный самолёт, при условии освобождения пассажиров рейса.
В результате переговоров угонщики с тремя заложниками-мужчинами переместились в представленный спортивный самолёт, куда была доставлена еда и пиво. Через некоторое время, по воспоминаниям заложников, видимо, в результате усталости от двухдневного напряжения без сна, угонщики уснули и были спящими задержаны.
Через несколько дней угонщики были переданы финской полицией советским властям.

## Приговор
Шелудько Г. И. был приговорён Ленгорсудом за измену Родине в форме бегства из СССР за границу путём захвата в полёте советского воздушного судна и угона его за границу под угрозой применения оружия к 15 годам лишения свободы с присоединением 1 года 8 месяцев 7 дней (неистекший срок принудительных работ).
Загирняк А. Ф. был приговорен к 7-ми годам лишения свободы с присоединением 1 года.
Причинённый материальный ущерб за двухдневный простой самолёта Ту-134 был взыскан с обвиняемых в пользу государства.